# 王宣 (元朝)
王宣（？—1367年），扬州（今江苏省扬州市）人，本是淮东豪民，元朝末年军阀。
元顺帝时，黄河决口，朝廷招募才能之士，召集民丁疏浚河道。王宣自荐，朝廷以他为淮北、淮南都元帅府都事，到扬州招募丁夫得三万馀人，于是令王宣统领治河，数月工成。当时徐州（今江苏省徐州市）芝麻李起兵据徐州城，元朝命王宣为招讨使，率领丁夫收复徐州。于是任命他为宣淮南、淮北义兵都元帅，守马陵。至正十二年（1352年），王宣建议脱脱，说盐丁本是野夫，不如招募市中趫勇便捷之人可以用来平定张士诚，脱脱采纳，前后各得三万人，都是黄衣黄帽，号称黄军。后来调滕州（今山东省滕州市）镇御，一面耕种一面作战，以满足军粮。又移镇山东，田丰兵攻打益都（今山东省青州市），王宣的儿子王信，跟随察罕帖木儿击破田丰。元朝令王宣与王信攻打周围被红巾军占领的州郡，于是占据沂州（今山东省临沂市），至正二十六年（1366年），派兵入据海州（今江苏省连云港市）。
至正二十七年（1367年）八月，在应天府（今江苏省南京市）的吴王朱元璋写信劝说沂州王宣父子 ：“尔父子数年前与吾书云：‘虽在苍颜皓首之际，犹望阁下鼓舞群雄，殪子婴于咸阳，戮商辛于牧野，以清区宇。’今整兵取河南，已至淮安，尔若能奋然来归，相与戮力戡乱，岂不伟哉！”九月己亥，沂州王宣派遣其副使权苗芳答谢吴王，朱元璋派遣镇抚侯正纪前去报聘。十月丙午，元朝加司徒、淮南行省平章政事王宣为沂国公。十月丁卯，吴王属下大将军徐达率军到达淮安（今江苏省淮安市），派人招谕王宣、王信。十一月，朱元璋派徐唐等到沂州诏谕王宣、王信，王宣不想归附，派其子王信秘密前去莒州（今山东省莒县）募兵，以作备御，派遣他属下的员外郎王仲纲等假意犒师，让徐达掉以轻心，徐达接受把他们遣还。王仲纲等回去后，王宣派兵劫持徐唐等，想要杀了他们，徐唐逃走到徐达军中，徐达于是率军抵达沂州，在北门扎营。徐达还想让他们投降，派梁镇去劝说，王宣假意应许，随后再闭门拒守，徐达大怒，于是急攻沂州城，王宣等待王信募兵未还，自我感觉不能支持，于是开西门出降。徐达令王宣写信，派遣镇抚孙惟德招降王信，王信杀孙惟德，与其兄王仁逃亡山西。于是峄、莒、海州及沭阳、日照、赣榆、沂水诸县都归降朱元璋。徐达以王宣反覆无常，并气愤其子王信杀死孙惟德，于是处死了王宣，命指挥韩温守沂州。